# Championnat de France masculin de kin-ball 2012-2013
La saison 2012-2013 va opposer 21 équipes de kin-ball qui représenteront 11 clubs français: Kin-ball Association Rennes, SCO Kin-ball Angers, Saint Brieuc, Couhé, Ponts-de-Cé, Nantes Atlantique Kin-ball Club, Campbon et Vannes puis à partir de la seconde partie de saison Villeneuve-d'Ascq, Berric et Le Mans.

## Palmarès
Champion de D1 : Kin-ball Association Rennes 1
Champion de D2 : Angers 2
Champion de D3 : Villeneuve-d'Ascq

## Règlement

### Formule 3 de 7
Chaque période se termine lorsqu’au moins une équipe a marqué 12 points.
Pour gagner le match une équipe doit gagner 3 périodes :
- À la fin d’une période, si une équipe a plus de points (12) que les deux autres elle remporte la période.
- À la fin d’une période, si deux équipes ont le même nombre de points (12) et sont devant l’autre, il y aura prolongation de 5 points entre ces deux équipes. Celle qui remportera la prolongation remporte la période.

Au début de chaque période, le pointage est remis à 0 pour les trois équipes.
Lorsqu’une des équipes remporte 3 périodes, l’équipe qui termine en second sera celle qui aura remporté le plus de périodes. Si les deux autres équipes ont remporté le même
nombre de période, il y aura prolongation de 5 points pour déterminer laquelle termine deuxième.
Points de classement pour un championnat : il s'agit des modalités de classement utilisées lors de la coupe du monde 2011.
Il y aura 3 minutes de pause entre chaque période.

### Attribution des points en fin de match

#### Période
Après chaque période, un point est donné à l’équipe l’ayant remportée.

#### Partie
Après la partie, 18 points sont répartis aux trois équipes de la façon suivante :
- L’équipe terminant en première position reçoit 10 points
- L’équipe terminant en deuxième position reçoit 6 points
- L’équipe terminant en troisième position reçoit 2 points

#### Points d’Esprit Sportif
Conformément à ce tableau, chaque équipe recevra un nombre de points d’esprit sportif dépendant du nombre d’avertissement reçu
au cours du match.
| Nombre d’avertissement durant une partie | Point d’esprit sportif total |
| ---------------------------------------- | ---------------------------- |
| 0                                        | 5                            |
| 1                                        | 4                            |
| 2                                        | 1                            |
| 3                                        | 0                            |
| 4                                        | 0                            |